# Нефёдов, Константин Павлович
Константин Павлович Нефёдов (1903, Саратов — 1 марта 1942, Севастополь, Крымская АССР) — советский работник госбезопасности, старший лейтенант НКГБ, участник обороны Севастополя 1941—1942 годов, начальник Севастопольского городского отдела НКГБ, член Городского комитета Обороны. Погиб на фронте (1942).

## Биография
Константин Павлович Нефедов родился в 1903 году в городе Саратов. По национальности русский. 

Руководители обороны Севастополя (слева направо): майор Госбезопасности Нефедов К. П., начальник Севастопольского городского отдела НКВД, Борисов Б. А., 1-й секретарь Севастопольского городского комитета ВКП (б), председатель городского комитета обороны, Ефремов В. П., председатель Севастопольского городского Совета депутатов трудящихся, батальонный комиссар Кулибаба В. И., 2-й секретарь Севастопольского городского комитета ВКП (б), комиссар штаба МПВО города, заместитель по политчасти командира городского соединения народного ополчения.

Службу в НКВД начал 22 марта 1936 года в Сталинградском крае, аттестован как лейтенант государственной безопасности. Со 2 августа 1937 года начальник 4-го отделения Астраханского ГО УНКВД Сталинградской области. С 27 марта 1939 года старший лейтенант государственной безопасности, начальник Севастопольского городского отделения НКГБ Крымской АССР. Член ВКП(б).
26 октября 1941 года в виду наступления 11-й армии в Севастополе был образован Городской комитет обороны. В его состав вошли: первый секретарь Горкома партии Б. А. Борисов, председатель горисполкома В. П. Ефремов, начальник гарнизона контр-адмирал Г. В. Жуков и начальник городского отдела НКГБ К. П. Нефедов.
28 октября Городской комитет Обороны собрался на свое первое заседание, где зачитали постановление Военного совета войск Крыма о введении на всей территории полуострова осадного положения. На этом же заседании приняли обращение к бойцам Красной Армии, к морякам и трудящимся города: привести в боевую готовность части народного ополчения, истребительный батальон, партизанский отряд, все службы местной противовоздушной обороны. На предприятиях и в учреждениях ввели военную дисциплину. На следующий день по радио передали обращение Военного совета Черноморского флота к защитникам города: «Врагу удалось прорваться в Крым…». На дальних подступах к Севастополю завязались упорные бои.
Погиб на фронте в Севастополе 1 марта 1942 года.

## Память
5 мая 1975 года часть улицы Подгорной была выделена в самостоятельную и названа именем К. П. Нефёдова — участника обороны Севастополя 1941—1942 годов. Она расположена между Крепостным переулком и улицей Генерала Петрова.
В художественном фильме «Море в огне», снятом в 1970 году на киностудии «Мосфильм» режиссёром Л. Н. Сааковым, роль старшего лейтенанта К. П. Нефёдова исполняет актёр Николай Симкин.